# シートフィルム

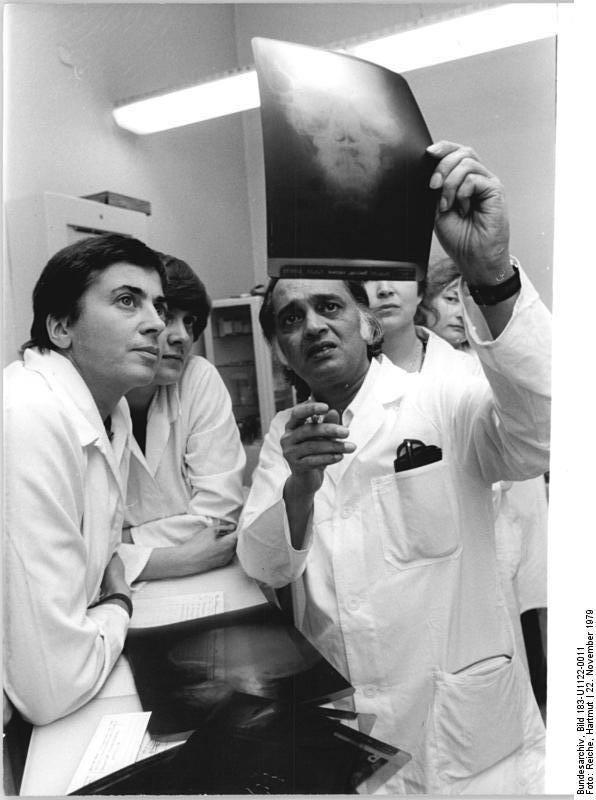
レントゲン撮影されたシートフィルムで診断する医師

シートフィルムとは、1枚分ごとにカットしてある写真フィルムのことである。カットフィルムとも。主に大判カメラで用いられる。

## 利点
ロールフィルムに対する利点としては「1枚撮影するごとにすぐに現像できる」「皿等の簡易な容器だけでも現像ムラを起こさず現像できる」「増減感のためのテスト現像が1カットで済む」「巻かないためベースが硬くでき、平面性に優れる」等がある。またロールフィルムと比べ撮像面積が大きいので画質に優れる。

## 欠点
シートフィルムの欠点として「フィルムホルダーへの装填に熟練が必要で失敗の可能性もある」「撮影1コマ当たりのコストが高い」「速写性に劣る」等があったが、フィルム装填時の表裏の間違いや片がけの失敗は、4×5の場合はパケットフィルムを使えば解消できるようになった。事前に暗室でフィルムホルダーに入れて、フィルムホルダーをカメラに装填するカットフィルムが主流であるが、一時期は4×5in判に限って1枚ずつパケットに装填済みで明室で扱うことができるパケットフィルムが流通していた。

## 現状
一般撮影でシートフィルムと言えば手軽な4×5in判を筆頭に5×7in判、8×10in判の3種が有名である。しかし利便性に勝るデジタルカメラの画質が実用的なレベルにまで向上しフィルム需要が減少したため、シートフィルムの銘柄も大幅に減少した。パケットフィルムは、先に商品化したコダックが製造販売を終了し、富士フイルムのクイックロードシリーズも生産終了となった。メーカーによっては生産中止した5×7in判やそれ以外のサイズのシートフィルムの切り分け販売に特注で応じてくれる場合がある。